# بهمنياري (مقاطعة تشرام)
بهمنياري (بالفارسية: بهمنیاری) هي قرية تقع في قسم سرفارياب الريفي (مقاطعة تشرام) في إيران. يقدر عدد سكانها بـ 25 نسمة بحسب إحصاء 2016.